# Història del Reial Madrid Club de Futbol
Història del Reial Madrid Club de Futbol des dels seus inicis fins a l'actualitat.

## Madrid Foot-Ball Club
El futbol fou introduït a Madrid per professors i estudiants de la Institución Libre de Enseñanza entre els quals hi havia diversos graduats d'Oxbridge. Aquests fundaren el Football Sky el 1895, jugant els diumenges al matí a Moncloa. Aquest club es dividí el 1900 en dos clubs, el New Foot-Ball de Madrid i el Club Español de Madrid. El president d'aquest darrer club era Julián Palacios. D'una escissió d'aquest darrer club el 1902 nasqué el Madrid FC.
El 6 de març de 1902 es va constituir oficialment la societat Madrid Foot Ball Club. Els germans Joan i Carles Padrós i Rubió, uns empresaris catalans establerts a Madrid, van ser els fundadors i primers presidents de l'entitat blanca, al costat de Julián Palacios. Es crea la primera junta directiva que estableix l'uniforme de l'equip: samarreta i pantalons blancs, mitges i gorra blaves. El primer partit després de l'oficialització va ser entre jugadors del club, al camp de l'avinguda de la Plaza de Toros, el 9 de març.
El 15 d'abril següent, la directiva del club s'entrevista amb l'alcalde de Madrid, per organitzar un campionat durant les celebracions de la coronació del Rei Alfons XIII. Així es va crear la que avui s'anomena Copa del Rei. La competició es va iniciar el 13 de maig, amb el primer derbi de la història, un Madrid Foot Ball Club - Futbol Club Barcelona. Va guanyar el Barça per 3 a 1, amb un equip ple de jugadors estrangers. El Madrid va acabar tercer, en guanyar al Español de Barcelona, aconseguint la Copa de la Gran Peña, que va ser el primer trofeu del club. A l'any següent el Madrid aconseguiria arribar a la final contra l'Athletic Club de Bilbao, on perdria per 3 a 2.

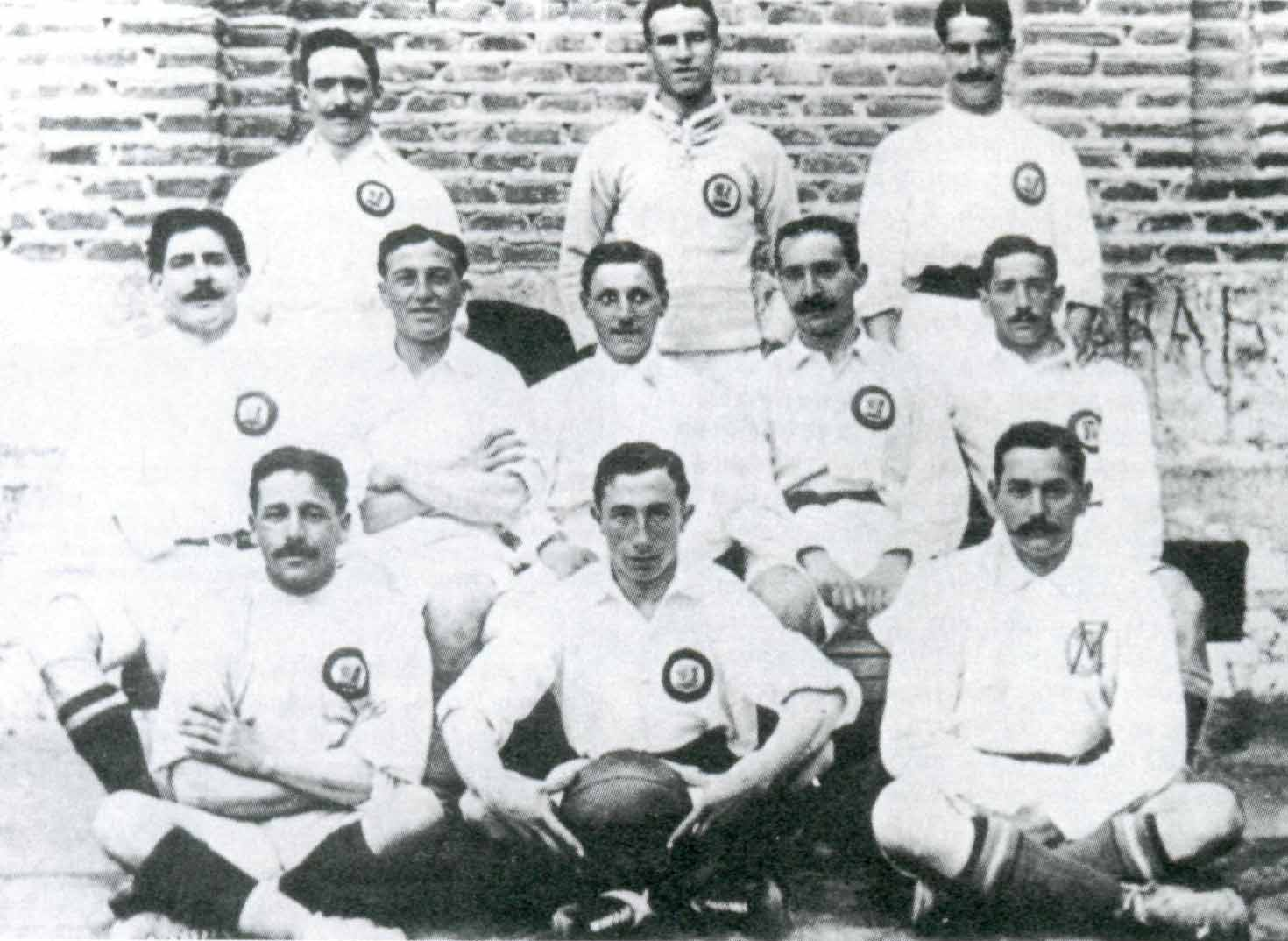
Una de les primeres alineacions del club

Al gener del 1904 el Madrid Foot Ball Club es fusionà amb el Moderno, l'Amicale i el Moncloa, i el fins aleshores president de la Federación Madrileña de Clubs de Foot-Ball, Carles Padrós assoleix la presidència del club, que mesos més tard, juntament amb altres clubs va impulsar la creació de Federació de Futbol Internacional Amateur (FIFA).
El 18 d'abril del 1905, guanya la seva primera Copa del Rei, davant el campió de totes les edicions fins aleshores, l'Athletic de Bilbao, que jugava reforçat amb jugadors de l'Atlètic de Madrid, a un partit disputat al Parque del Retiro de Madrid. L'àrbitre del matx era un jugador del Club Ciclista San Sebastián, Forster. Al 23 d'octubre d'aquest any, juga el seu primer partit internacional, davant el Gallia Sport de París, amb motiu de la visita del president de la República Francesa, amb empat a 1 gol.
El 1907 aconsegueix la Copa d'Espanya en propietat, en guanyar-la tres vegades seguides.

## Reial Madrid i primers anys de lliga
El 29 de juny de 1920 el rei Alfons XIII li va concedir el títol de Reial (Real).
El 17 de maig del 1924 s'inaugura l'estadi de Chamartín. El partit inaugural enfrontà l'equip madrileny contra el Newcastle United anglès, campió de la Copa Anglesa.
L'estiu de 1925, el Real fa una gira per Anglaterra, Dinamarca i França, on l'equip tècnic aprèn noves tàctiques i sistemes de joc. Als futbolistes madrilenys, els agrada l'equipació de l'equip anglès Corinthians de Londres, i canvien els pantalons blancs, per uns negres. A la Copa, el Madrid, aplicant les noves tàctiques angleses, va perdre amb el FC Barcelona, i va decidir no tornar a jugar amb aquells pantalons foscos. Dos anys després, el conjunt blanc viatja a Amèrica disputant 16 partits dels quals va guanyar-ne 9 i només en va perdre 4. Amb aquesta gira l'equip va començar a ser conegut a l'altra banda de l'Atlàntic.
La primera jornada de lliga espanyola va enfrontar al Madrid i al CE Europa de Barcelona el 10 de febrer de 1929. El conjunt blanc va guanyar per 5 gols a 0, sent el primer líder de la història de Primera Divisió. El club fitxa a Ricard Zamora al RCD Espanyol al setembre de 1930 per 150.000 pessetes, un dels millors porters de tots els temps.
Amb l'inici de la Segona República Espanyola (1931) el club perd la denominació de Real i torna a ser Madrid Club de Fútbol, guanyant la primera lliga espanyola, sense perdre cap partit. La clau de l'èxit va estar a la seva defensa, amb Ricard Zamora de porter i Ciriaco i Jacinto Quincoces com a defenses. A l'any següent guanyaria també el títol de lliga, següent de lluny l'equip menys golejat, i tenint el màxim golejador a la plantilla, Manuel Olivares Lapeña. Amb aquesta gran defensa guanyaria també dues Copes d'Espanya, el 6 de maig de 1934 davant el València CF i el 21 de juny de l'any 1936, guanyant la seva setena copa al FC Barcelona. Ambdues finals acabaren per 2 gols a 1. L'equip blanc guanyà així l'última Copa de la República. A la final jugada contra el FC Barcelona, el mític Ricard Zamora va fer una impressionant parada als últims minuts de partit, que seria recordada per tots els aficionats madrilenys que viatjaren a València a veure el partit. Aquest seria l'últim partit oficial del jugador català al club blanc.

## Post-Guerra i presidència deSantiago Bernabéu
Després de la Guerra Civil, el camp va quedar desmantellat, havien tret els taulons de fusta de les grades, i l'estadi es va transformar en un camp de presoners. El dirigent del club Pedro Parages va ser l'encarregat de convocar una assemblea el 19 d'abril de 1939 per reunir els socis que quedaven a la capital madrilenya, intentar buscar els jugadors dispersats per la guerra, i aconseguir un esforç econòmic mitjançant donatius dels socis per refer el terreny de joc.

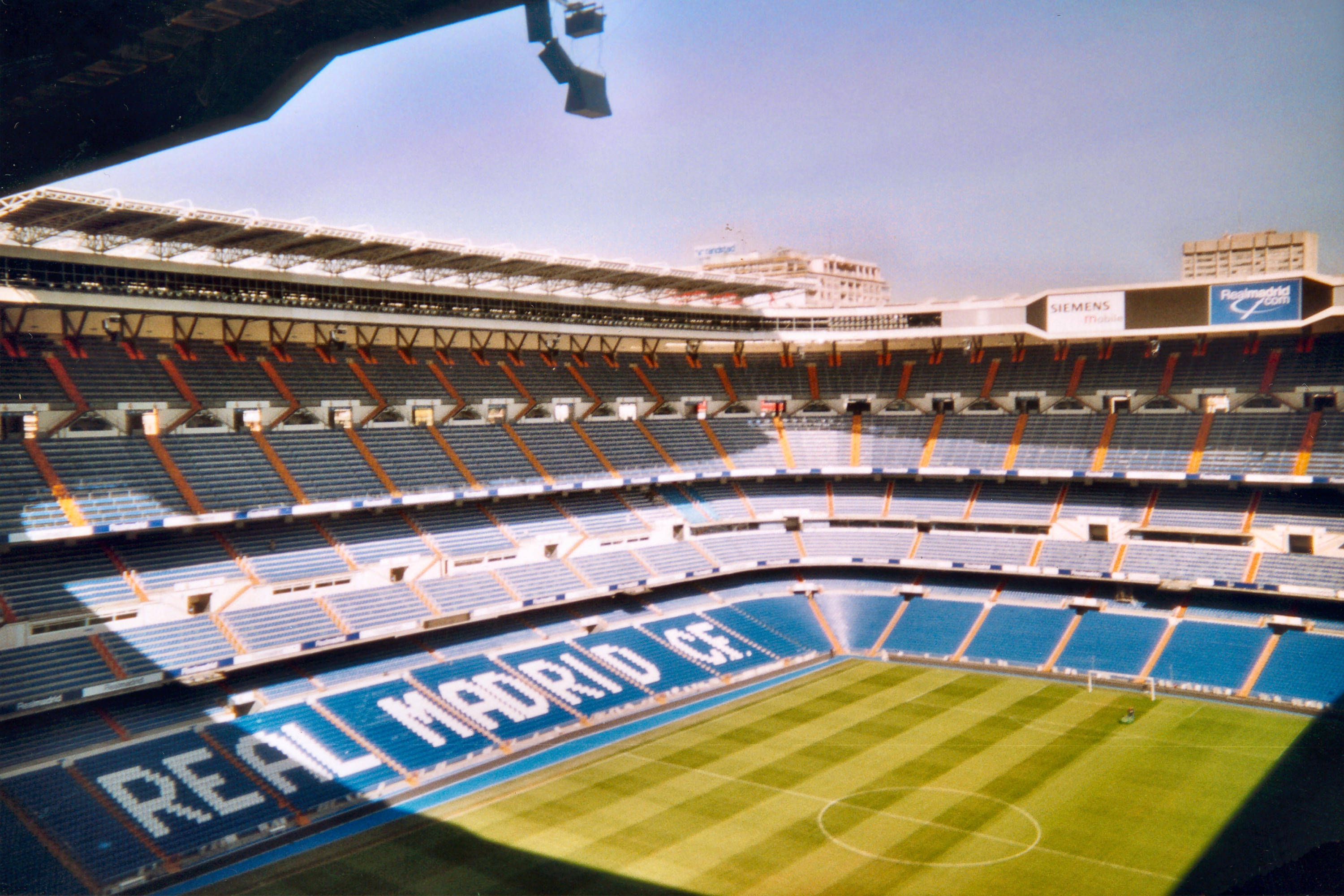
Imatge de l'estadi Santiago Bernabéu.

El 15 de setembre de 1943 Santiago Bernabéu va ser elegit president per unanimitat. A partir d'aleshores es va decidir iniciar la construcció de l'estadi Santiago Bernabéu, acabat el 1947. Tres mesos abans, a la Copa del Generalísimo, s'havia guanyat al FC Barcelona per 11 gols a 1. Al partit d'anada el Madrid havia perdut per 3-0 al camp de Les Corts. Els terrenys per al nou estadi es compren per 3 milions de pessetes al juny de 1944, iniciant les obres a l'octubre. L'estadi s'inaugurà el 14 de desembre de 1947 davant l'Os Belenenses portuguès.
El 5 de juliol de 1945, Jacinto Quincoces, un dels millors defenses dels anys 30 que havia deixat el Madrid a l'abril de 1941, torna al seu club per exercir un any d'entrenador. Fins aquest moment, va ser el seleccionador espanyol. Amb aquest entrenador, el conjunt blanc guanyaria la Copa del Generalísimo a l'estadi de Montjuïc davant el València CF per 3 gols a 1.
El 1952 se celebren les Núpcies d'Or del club amb un important torneig internacional entre el Madrid, el IFK Norrköping, campió de Suècia i el Club Deportivo Los Millonarios d'Alfredo Di Stéfano, campió de Colòmbia. El torneig el va guanyar el Millonarios gràcies a un apassionant partit que va acabar 4 - 2. Durant l'estiu, el conjunt blanc va viatjar a Colòmbia i Veneçuela per negociar per Alfredo Di Stéfano i jugar la Petita Copa del Món, títol aconseguit per l'equip madrileny.

## Inici del domini a Europa, Reial Madrid Imperial
El 1953 comença una etapa daurada al fitxar a Alfredo Di Stéfano, Paco Gento i Marquitos. Les negociacions pel jugador argentí van ser molt difícils, ja que el FC Barcelona també volia el jugador. Després de molts contactes entre River Plate, Club Deportivo Los Millonarios, el Reial Madrid, el FC Barcelona i el Torino italià (equip on el Barça volia vendre el jugador), la Federació Espanyola de Futbol va decidir que el jugador jugués dues temporades al club blanc, i dues a l'equip blaugrana, alternant una a cada conjunt. La directiva barcelonina no ho va acceptar, després de veure un baix rendiment del jugador, i va acabar fitxant pel Reial Madrid.
El 13 de juny de 1956 aconsegueix la primera Copa d'Europa de la història. La final es disputà al Parc dels Prínceps de París davant de 38.239 espectadors, amb el resultat de Reial Madrid 4 - Stade de Reims 3. L'equip francès va arribar a anar guanyant per 2-0, però Di Stéfano, Héctor Rial (amb dos gols) i Marquitos, van aconseguir remuntar. Després del campionat, l'equip blanc va fitxar l'estrella de l'equip francès Raymond Kopa. A l'any següent és campió de Lliga i campió de la Copa d'Europa. La final al Bernabéu: Reial Madrid 2 - ACF Fiorentina 0. 124.000 espectadors van celebrar el títol europeu.
La tercera Copa d'Europa també va acabar a la sala de trofeus de l'equip blanc. Després de guanyar a l'Anvers FC, Sevilla FC (al partit d'anada el Madrid guanyà 8 a 0) i al Vasas Budapest, el rival a la final va ser l'AC Milan. El partit disputat a l'estadi de Heysel, a Brussel·les, el 28 de maig de 1958, va acabar amb un 3-2 a la pròrroga. Hi marcaren Alfredo Di Stéfano, Rial i Gento. L'11 d'agost d'aquest any, es va fitxar l'hongarès Ferenc Puskas. Aquest any es retira Miguel Muñoz per ser entrenador del club.
Un any després, el Reial Madrid mantenia la seva sobirania a Europa, tornant a guanyar el torneig europeu a Stuttgart davant l'Stade Reims. Mateos, marcant al minut 2, i Di Stéfano, al 47, van donar el quart títol europeu a l'equip madrileny. A les semifinals, el conjunt blanc va eliminar l'altre equip de la capital espanyola, l'Atlètic de Madrid.
La cinquena final de Copa d'Europa, considerada la millor final de la història, va tornar a ser guanyada per l'equip de la capital espanyola. Després de guanyar al FC Barcelona als dos partits de les semifinals, a la final es va enfrontar contra el Eintracht Frankfurt. El partit es va disputar el 18 de maig de 1960 a l'estadi de Hampden Park, a Glasgow, davant de 130.000 espectadors. Es van avançar els alemanys, empatà Di Stéfano, i després va seguir un total domini del conjunt blanc, demostrant un gran joc ofensiu. Entre Alfredo Di Stéfano i Ferenc Puskas van ficar 7 gols, acabant el partit per 7-3, i rebent una gran ovació per part del públic escocès. Aquest títol, va permetre al Reial Madrid disputar la primera Copa Intercontinental contra el Peñarol de Montevideo. Copa que també va anar a parar a les vitrines de l'equip madrileny, després d'empatar a Uruguai i guanyar 5-1 a Madrid davant de 120.000 aficionats.
El 12 de març de 1961, el conjunt blanc aconsegueix un nou campionat de lliga, 5 jornades abans del final. Va ser el màxim golejador, amb Ferenc Puskas guanyant el Trofeu Pichichi, i el menys golejat, amb Araquistáin com Trofeu Zamora. A aquesta època el Madrid guanyaria 6 Pichichis i 5 Zamoras de manera consecutiva. A la Copa d'Europa el Madrid cauria eliminat davant el FC Barcelona als vuitens de final, a un partit polèmic on l'àrbitre anglès Leafe va anul·lar 3 gols al Reial Madrid.
Amb una gran defensa, el Reial Madrid va aconseguir la seva lliga número vuit sense perdre cap partit a casa. També s'arribà a la final de la Copa d'Europa, a l'estadi Olímpic d'Amsterdam davant el Benfica. El Madrid va perdre el partit davant d'un gran equip amb Eusébio d'estrella. A la Copa del Generalísimo, s'aconseguí el triomf davant el Sevilla FC a l'estadi Santiago Bernabéu.

## El Reial Madrid delsyé-yés, última etapa de Santiago Bernabéu
L'any 1965, guanya la seva cinquena lliga consecutiva establint un nou rècord que encara no ha estat superat. Aquesta temporada es fitxà als primers jugadors d'una nova generació anomenada la dels yé-yés. Hi destacaven Grosso i Pirri. Di Stéfano havia deixat el Madrid la temporada anterior, després d'haver estat segrestat a Veneçuela, i mai seria oblidat pels aficionats blancs, i li farien nombrosos homenatjes al futur. L'11 de maig de 1966, el Madrid tornaria a guanyar la Copa d'Europa a l'estadi belga de Heysel. El rival va ser el Partizan de Belgrad. A les semifinals es va eliminar el millor club de l'època, l'Inter de Milà.
El 21 de maig de 1971, es va disputar el desempat de la final de la Recopa d'Europa, que enfrontaren al Chelsea FC i al Reial Madrid. Aquesta va ser la primera edició que jugava l'equip blanc, i va aconseguir el subcampionat. Va ser l'últim partit oficial de Paco Gento, que va jugar durant 18 temporades a l'equip madrileny, guanyant 12 Lligues i 6 Copes d'Europa.
El 1972 l'Agrupación Deportiva Plus Ultra desapareix per a formar l'equip filial, el Castella. Aquest any se celebren les Núpcies de Plata de l'estadi Santiago Bernabéu, que va servir d'homenatge a Paco Gento.
El 29 de juny de 1974 s'aconsegueix a l'estadi Vicente Calderón la Copa del Generalísimo, guanyant per 4-0 al FC Barcelona. Amancio Amaro no va jugar en estar lesionat, i va ser l'últim partit de Zoco. L'entrenador va ser Luis Molowny, ja que Miguel Muñoz va deixar de ser l'entrenador blanc, després de 25 anys jugant i entrenant el Reial Madrid.

## Anys vuitanta i laQuinta del Buitre
Al mes de juny de 1978, mor el president Santiago Bernabéu. El seu càrrec l'ocupa Luis de Carlos. A la temporada següent el Madrid dedicaria la seva segona lliga consecutiva al seu expresident.
El 4 de juny de 1980 es dona una final de la Copa del Rei irrepetible. Disputen la final el Reial Madrid i el seu filial, el Castella. 65.000 espectadors van veure el partit entre els dos equips del club. El partit va acabar 6-1, favorable al primer equip. No es va mostrar cap targeta. Dues setmanes abans, l'equip madrileny havia guanyat la seva lliga número vint.
El 27 de maig de 1981, el Reial Madrid arriba a la final de la Copa d'Europa 15 anys després. A la final disputada al Parc dels Prínceps de París, perd davant el Liverpool Football Club anglès. El Liverpool va marcar l'únic gol del partit al minut 82, després d'un error del defensa blanc Cortés. El 1982 l'equip va guanyar la Copa del Rei número 15 del club, davant l'Sporting de Gijón.
A finals del 1983 i 1984 comença a debutar amb el primer equip la generació batejada com La Quinta del Buitre. El 4 de desembre de 1983, amb Alfredo Di Stéfano com a entrenador, van debutar Rafael Martín Vázquez i Manolo Sanchís, que marcaria l'únic gol del partit, donant el triomf al conjunt blanc. El 5 de febrer de 1984 debutaria el jugador que va donar nom a la seva generació, Emilio Butragueño, que marcaria dos gols al seu debut, al camp del Cadis CF, aconseguint la victòria per 2-3. Aquell any, arribaria a ser el major golejador de Segona Divisió amb el Castella. Miguel Pardeza també debutaria aquell any, i a la temporada següent, Míchel també jugaria amb el primer equip.
El 22 de maig de 1985, l'equip guanya la seva primera Copa de la UEFA davant el Videoton FC d'Hongria. A aquest equip ja hi jugava la gran generació de futbolistes del planter del club blanc, la Quinta del Buitre. Aquest no va ser l'únic títol europeu d'aquests joves jugadors, ja que a l'any següent, també van guanyar aquest campionat davant el Colònia alemany. Aquests dos campionats seran molt recordats per l'afició madridista per les grans remuntades aconseguides per l'equip blanc. L'RSC Anderlecht guanyà al partit d'anada per 3-0, i al Bernabéu, li van caure 6 gols, durant els vuitens de final de l'any 1985. A la temporada següent, després d'un 5-1 a Alemanya, contra el Borussia Mönchengladbach, es va aconseguir remuntar a l'estadi madrileny, gràcies a un 4-0. L'equip rival d'ambdues semifinals va ser l'Inter de Milà, contra el qual l'equip blanc va haver de remuntar sengles 2-0 i 3-1 en contra. Al campionat domèstic, el Reial Madrid guanyà la primera de cinc lligues consecutives de la Quinta del Buitre. Durant aquestes temporades, Ramón Mendoza assumiria la presidència del club blanc.
Després de guanyar les dues Copes de la UEFA, va aconseguir arribar a 3 semifinals consecutives de la Copa d'Europa, perdent contra el Bayern de Múnic el 1987, contra el PSV Eindhoven, (que va ser campió empatant els últims cinc partits de la competició) i contra el poderós AC Milan.
El Reial Madrid va guanyar la seva dissetena Copa del Rei el 26 de juny de 1993 en guanyar al Reial Saragossa a l'estadi Luis Casanova de València. Els dos gols del partit els van ficar els madridistes Mikel Lasa i Emilio Butragueño. L'entrenador blanc era Benito Floro. La Supercopa d'Espanya la van disputar el Reial Madrid i el FC Barcelona, guanyant l'equip blanc al Bernabéu per 3-1, i empatant al Camp Nou, aconseguint el quart títol en cinc cops que el va disputar fins aleshores.
Es reuneixen a Madrid el president del Benfica, Manuel Dalmaciu, el del club blanc, Ramón Mendoza i representants de la Juventus de Torí i l'AC Milan el 28 de març del 95 per crear l'Associació de Clubs Campions d'Europa, que més tard s'anomenaria G-14.

## Segona època daurada a Europa, el Madrid dels Galàctics
El 12 de gener de 1998, abans de guanyar la seva setena Lliga de Campions, l'equip blanc va ser escollit per la FIFA com el Millor Club del Segle XX (Club of the XX Century). Els seus exjugadors, Alfredo Di Stéfano i Ferenc Puskas són triats entre els 10 millors jugadors de la història.

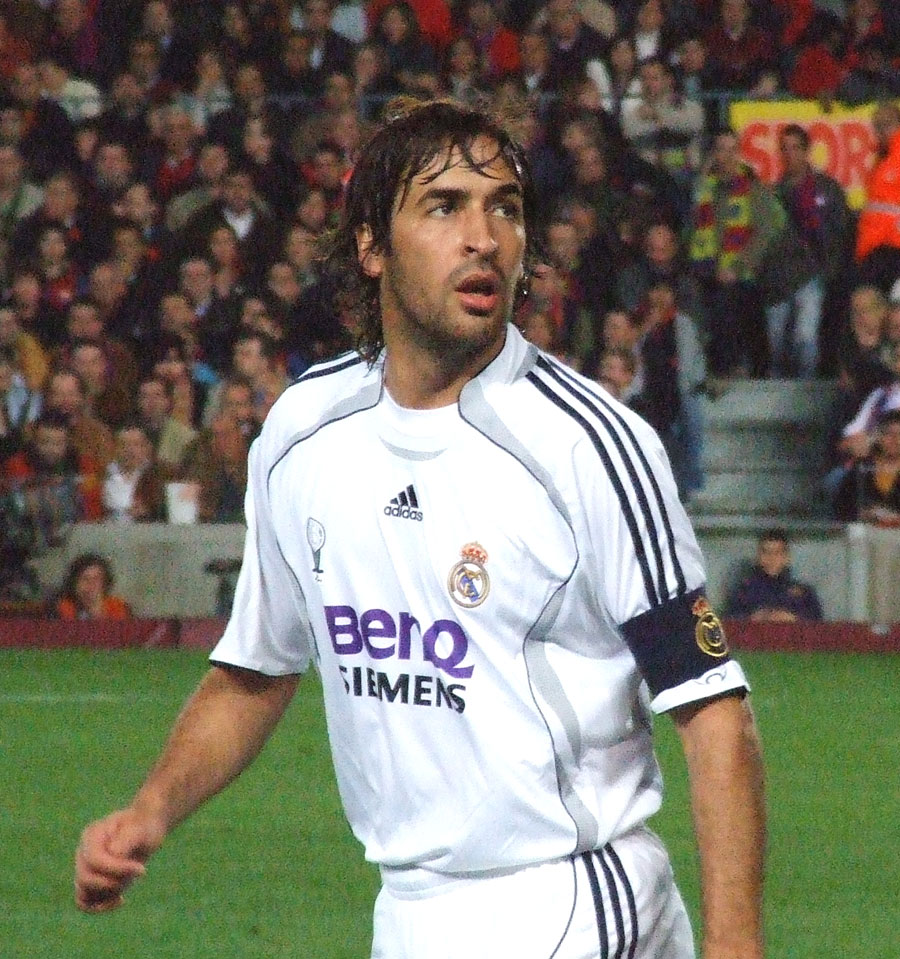
Raúl González actual capità del Reial Madrid. Al seu palmarès ja compta amb 6 Lligues espanyoles i 3 Lligues de Campions sent un dels millors jugadors en actiu del Reial Madrid.

El 1998, després de 32 anys, el Reial Madrid guanya de nou la Copa d'Europa a l'Amsterdam Arena el 20 de maig en guanyar per 1 a 0 a la Juventus de Torí amb un gol de Predrag Mijatovic. Conquereix al desembre la seva segona Copa Intercontinental davant del Vasco de Gama (2-1), a Tòquio amb gols de Roberto Carlos i Raúl.
Torna a guanyar la Lliga de Campions de la UEFA l'any 2000 davant el València CF per 3-0 a la primera final entre equips d'un mateix estat. Florentino Pérez guanya les eleccions presidencials i fitxa a Luís Figo, del FC Barcelona. El 5 de novembre, l'Assemblea General de Socis Compromisaris nomena President d'Honor a Alfredo Di Stefano, exjugador del club.
El 26 de maig del 2001, el club blanc guanya el seu títol de lliga número 28, en guanyar al Deportivo Alavés per 5 gols a 0. Raúl va ficar 2 gols, que li van servir per guanyar el seu segon Trofeu Pichichi. El defensa Fernando Hierro va marcar el seu gol número 100 amb el Reial Madrid.
El 15 de maig del 2002 guanya la seva novena Lliga de Campions, davant l'equip alemany del Bayer Leverkusen. El partit disputat a l'estadi de Hampden Park, on ja hi havia guanyat la seva cinquena Copa d'Europa va acabar 2-1, amb gols de Raúl González i un gran gol de Zinédine Zidane. A la final es va arribar després de quedar campió a les dues lligues prèvies, eliminant al Bayern München, campió l'any anterior, i guanyant a les semifinals al FC Barcelona, per 2 gols a 0 al Camp Nou. Aquest títol va servir per commemorar el Centenari del club madrileny, i aquell estiu, un cop aconseguida la Lliga de Campions, va disputar la Supercopa d'Europa a Mònaco, l'únic gran títol oficial que li restava, i ho va aconseguir per 3 gols a 1 contra el Feyenoord d'Eindhoven. I per acabar l'any del Centenari, la Copa Intercontinental a l'Estadi Internacional de Yokohama, davant l'Olimpia de Asunción. Ronaldo, fitxat aquell estiu i millor jugador del partit, va marcar al minut 14, i Guti va fer el 2-0 final al 84'.
El 12 de maig del 2004 s'inicien les obres de la Ciudad Real Madrid als afores de Madrid, al Parque de Valdebebas. 120 hectàrees de terrenys de futbol i instal·lacions esportives per als equips de bàsquet i futbol i les seves categories inferiors.
El 27 de febrer del 2006, Florentino Pérez dimiteix com a president de l'entitat, després de 5 anys i mig. Després d'uns primers anys excepcionals, esportiva i econòmicament, l'equip de futbol havia entrat en una fase de decadència, amb un constant canvi d'entrenador, i amb la necessitat de renovar la plantilla i el sistema de joc. El seu substitut seria Fernando Martín, que només estaria 58 dies de president.
El 9 de maig s'inaugura l'estadi Alfredo Di Stéfano dins de la Ciudad Real Madrid, amb un partit entre veterans del Madrid i veterans de la Selecció espanyola, on el madridista Emilio Amavisca va ser l'autor de l'únic gol del matx. Seguidament es va jugar un partit entre un combinat de les diverses categories del club i l'Stade Reims francès, amb victòria del conjunt blanc per 6-1.

## Presidència de Ramón Calderón
El 3 de juliol següent, Ramón Calderón seria elegit president, després de guanyar unes eleccions molt ajustades, en les quals durant la campanya electoral, diversos candidats van impugnar els vots per correu, fent que el jutjat de Madrid els confisqués, sense que aquests s'arribessin a obrir. Un cop elegit president, va contractar a Predrag Mijatovic com a Director Esportiu, fitxant a Emerson, Diarra, Cannavaro, Van Nistelrooy i Reyes; encara que com a promesa electoral va afirmar que fitxaria els jugadors Francesc Fàbregas, Arjen Robben i Kaká. Amb aquests fitxatges, i Fabio Capello d'entrenador, el club aconseguiria la seva lliga número 30, i Ruud Van Nistelrooy aconseguiria el trofeu Pichichi amb 24 gols. La temporada temporada 2007/08, el club va contractar a Bernd Schuster com a entrenador, aportant un sistema de joc més ofensiu a l'equip i aconseguint el títol de lliga, la segona consecutiva, esdevenint l'equip més golejador i menys golejat del campionat.
A finals del 2008 i principis del 2009, la premsa esportiva espanyola va començar a criticar la gestió del president blanc, acusant-lo de frau en l'assemblea de compromisaris del club que va provocar que la Junta directiva madridista acomiadés dos treballadors del club: Luis Bárcena i Mariano Rodríguez de Barutell.
El 16 de gener Ramón Calderón dimiteix del seu càrrec a causa de la multitud d'acusacions de frau per part dels mitjans de comunicació, i amb la voluntat d'estabilitzar el club. Vicente Boluda Fos va assumir la presidència el mateix dia, amb l'objectiu de tornar a celebrar una assemblea de socis compromisaris i convocar eleccions a l'estiu de 2009.
El 29 de març de 2009, Vicente Boluda va constituir de nou l'Assemblea General de Socis, on es va aprovar la modificació dels estatuts del club, donant validesa als vots per correu, però "amb les garanties establertes a la legislació electoral general". A la mateixa assemblea es va ratificar a Vicente Boluda com a president, es van deixar sense validesa els acords de l'assemblea del 7 de desembre de 2008 i s'aprovaren els comptes de la temporada 2007-08 i el pressupost per a la 2008-09.
El 21 de maig es convocaren eleccions a la presidència de l'entitat blanca, que s'haurien d'haver celebrat el 14 de juny, però només hi va haver una candidatura vàlida, la formada per l'expresident Florentino Pérez, que va tornar a sortir envestit president l'1 de juny.

## Segona etapa de Florentino Pérez

### Temporada 2009-2010
L'1 de juny es va presentar la nova junta directiva del Reial Madrid, encapçalada pel nou president, Florentino Pérez. Tres exjugadors de l'entitat blanca formen part de la nova direcció: Jorge Valdano com a director general, Miguel Pardeza com a director esportiu i Zinédine Zidane com a assessor del president. La primera incorporació de la junta directiva va ser Manuel Pellegrini com a entrenador de la primera plantilla, després d'una brillant etapa al capdavant del Vila-real CF. El primer fitxatge va ser Kaká, traspassat de l'AC Milan per 67,2 milions d'euros, esdevenint el segon fitxatge més car de la història, després de la incorporació de Zinédine Zidane també al Reial Madrid. L'11 de juny el Manchester United FC va acceptar el traspàs de Cristiano Ronaldo al Reial Madrid per 80 milions de lliures esterlines, esdevenint el traspàs més car de la història del futbol. D'aquesta manera, el Reial Madrid fitxà els dos darrers guanyadors de la Pilota d'Or al millor jugador d'Europa. El club també incorporà a Raül Albiol, Álvaro Arbeloa, Karim Benzema i Xabi Alonso. La temporada 2009-10 finalitzà amb el subcampionat de lliga, aconseguint amb 96 el rècord de punts aconseguits a la història de la lliga, només superat pel primer classificat, el FC Barcelona.

### Temporada 2010-2011
La temporada 2010-11 s'inicià amb la substitució de Manuel Pellegrini per José Mourinho, campió de la Lliga de Campions l'any anterior. Es fitxà a Sergio Canales, Ángel di María, Pedro León, Ricardo Carvalho i els mundialistes amb Alemanya Sami Khedira i Mesut Özil. Durant la pretemporada s'aconseguiren els trofeus Franz Beckenbauer, Ciutat d'Alacant i Santiago Bernabéu.
El 23 de novembre s'assegurà la primera plaça al seu grup de la Lliga de Campions, guanyant a l'AFC Ajax per 0-4, a falta d'una jornada per disputar. A la Copa del Rei va eliminar Reial Múrcia, UE Llevant, Atlètic de Madrid i Sevilla FC, classificant-se per a la final que es disputaria el 20 d'abril contra el FC Barcelona. A la final, un gol de Cristiano Ronaldo a la pròrroga va donar el títol al conjunt blanc, després de disset anys sense aconseguir-lo. A la lliga, només va perdre un partit a la primera volta, contra el FC Barcelona, que li va prendre la primera posició durant El Clàssic, i es va mantenir segon, ben distanciat del tercer. Al mercat d'hivern va aconseguir la cessió del davanter togolès Emmanuel Adebayor. El 16 de març va eliminar l'Olympique de Lió als vuitens de final de la Lliga de Campions, amb un resultat global de 4-1, arribant als quarts de final set anys després. A la lliga, dues derrotes decisives davant el CA Osasuna i l'Sporting de Gijón van distanciar al conjunt blanc del primer classificat, el FC Barcelona. El 13 d'abril es classificaren per a les semifinals de la Lliga de Campions en eliminar el Tottenham Hotspur FC per un global de 5-0. A les semifinals van caure eliminats davant el FC Barcelona, després d'una polèmica actuació arbitral. Amb la lliga gairebé decidida i eliminats de la Lliga de Campions, el club blanc va començar a preparar la següent temporada, amb el fitxatge de Nuri Sahin el 9 de maig.

### Temporada 2011-2012
El Reial Madrid va començar a preparar la temporada amb les incorporacions dels alemanys d'origen turc Nuri Sahin i Hamit Altintop i l'exjugador del filial madrileny José Callejón. El 26 de maig de 2011 el club blanc va anunciar l'acomiadament del director general Jorge Valdano per desavinences amb l'entrenador, José Mourinho. Durant la pretemporada, l'equip jugarà dos amistosos a la Xina l'3 d'agost contra el Guangzhou Evergrande, a l'estadi Tianhe de Canton i el dia 6 contra el Tianjin Teda, a l'Estadi Olímpic de Tianjin. El primer torneig oficial de la temporada va ser la Supercopa d'Espanya contra el FC Barcelona, que va perdre en un global de 5-4 a favor de l'equip català.
A la lliga, a les divuit primeres jornades només va perdre dos partits i empatat un altre, aconseguint la primera posició a la classificació i esdevenint campió d'hivern. Finalment, es converteix en Campió de Lliga, batent el rècord de gols i punts en una temporada.
A la Lliga de Campions, va aconseguir superar la fase de grups guanyant tots els partits. A la Copa va eliminar l'SD Ponferradina i el Màlaga CF, abans de caure eliminat als quarts de final contra el FC Barcelona, amb un resultat global de 3-4.